# Lee David
Đây là một tên người Triều Tiên, họ là Lee.
Lee David (sinh 3 tháng 3 năm 1994) là một nam diễn viên người Hàn Quốc. Anh được biết đến nhờ vào vai diễn trong bộ phim Poetry và The Front Line, và vai chính trong Romance Joe and Pluto.

## Phim
- Ghost (2014)
- The Terror Live (2013) - Park Seon-woo
- Pluto (2013) - Joon
- Romance Joe (2012) - Romance Joe lúc trẻ
- War of the Arrows (2011) - Nam-yi lúc trẻ
- The Front Line (2011) - Nam Sung-sik
- In Love and the War (2011) - Dong-woo
- Bloody Innocent (2010) - Seung-ho 16 tuổi
- Poetry (2010) - Jong-wook
- Why Did You Come to My House? (2009) - Ji-min lúc trẻ
- Paradise Murdered (2008) - Tae-ki
- Mighty Man (phim ngắn, 2005) - Kim Young-kwang
- A Stirring Ripple (phim ngắn, 2005)
- School Story (2002)
- Class itaewon(2020)
- Law School (2021) - Ji-ho
- Trò chơi con mực (Mùa 2 & 3) - Park Min-su

## Phim truyền hình
- Itaewon Class (JTBC / 2020) - Lee Ho-Jin
- Hotel Del Luna (tvN / 2019) - Seol Ji-Won
- Bad Papa (MBC / 2018) - Kim Yong-Dae
- Save Me | Goohaejwoe (OCN / 2017) - Woo Jung-Hoon
- Hey Ghost, Let's Fight (tvN/2016) - Kim In Rang
- Secret Healer | Manyeobogam (JTBC / 2016) - King Myungjong
- Who are you: School 2015: Who are you ? (KBS2 / 2015) - Min Joon
- Gu Family Book (MBC / 2013) - Yoon Jung-yoon (khách mời, tập 1)
- The Great Seer (SBS / 2012) - Mok Ji-sang lúc trẻ
- Hometown Legends "The Grudge Island" (KBS2 / 2009) - Seok-yi
- My Pitiful Sister (KBS1 / 2008-2009) - Ji-ho
- Iljimae (SBS / 2008) - Cha-dol/Shi-hoo lúc trẻ
- Yi San (MBC / 2007-2008) - hoàng tử Eun-un
- Bad Woman, Good Woman (MBC / 2007)
- Yeon Gaesomun (SBS / 2006-2007) - Kim Yushin lúc trẻ
- Head-butt King (SBS / 2006) - Choi Chi-young
- The King's Woman (SBS / 2003)
- Age of Warriors (KBS1 / 2003)
- Magic Kid Masuri (KBS2 / 2002)
- TV Novel: Flower Story  (KBS1 / 2001)